# Neptis jamesoni
Neptis jamesoni är en fjärilsart som beskrevs av Frederick DuCane Godman och Osbert Salvin 1890. Neptis jamesoni ingår i släktet Neptis och familjen praktfjärilar. Inga underarter finns listade i Catalogue of Life.